# Catinaria neuschildii
Catinaria neuschildii är en lavart som först beskrevs av Körb., och fick sitt nu gällande namn av P. James. Catinaria neuschildii ingår i släktet Catinaria och familjen Ramalinaceae.  Arten är reproducerande i Sverige. Inga underarter finns listade i Catalogue of Life.